# Salah
 For alternative betydninger, se Salah (flertydig). (Se også artikler, som begynder med Salah)
Salah eller salat (arabisk: صلاة; fl. arabisk: صلوات ṣalawāt) er et arabisk ord, der oprindeligt betegner 'bøn' i al almindelighed. Begrebet dækker over rituelle bønner generelt, dvs. både de pligtige og frivillige bønner. Ordet Namaz (نماز) refererer kun til daglige rituelle tidebønner, og er dermed en betegnelse for de pligtige tidebønner. Tidebønnerne er indenfor Sunnisme betragtet som en af islams fem søjler og indenfor Shiisme som en af religionens grene; begge denominationer betragter tidebønnerne som en central del af de religiøse dogmer. Om fredagen er det særligt tilrådet (for mænd) at fortage tidebønnen i fællesskab i en Moskéen. Under udførelsen af tidebønnen skal der indtages forskellige rituelle stillinger, og kroppen altid skal vende mod bederetningen (Qibla).
Udover troen på Allah og troen på at Allah hører ens bøn, er der også andre grunde til at bede. Det kan være af sociale grunde når man sammen er i moskéen om fredagen og beder, eller det kan være af individuelle grunde, for at opnå sjælero og kontemplation. Det kan også være af religiøse grunde såsom at opnå renhed (man skal udføre et renselsesritual før man beder) eller for at opnå fortjeneste. Lige meget hvilken grund, så er det obligatorisk at opretholde de fem bønner dagligt. 

## Bøntider
Der findes flere forskellige måder at udregne bøntider (bøntidspunkter) på alt afhængig af den skoleretning man følger. Der er 3-5 tidspunkter bønnen skal læses på.

### Bøntider i Koranen
I Koranen kan der læses:
Koranen Bani Israil [17:78]
أَقِمِ الصَّلَاةَ لِدُلُوكِ الشَّمْسِ إِلَىٰ غَسَقِ اللَّيْلِ وَقُرْآنَ الْفَجْرِ ۖ إِنَّ قُرْآنَ الْفَجْرِ كَانَ مَشْهُودًا
"Hold bøn mellem solens begyndende deklination og nattens mørke og (reciter) Qur’anen ved daggry, thi Qur’an-recitation ved daggry er (særlig) velbehagelig (for Allah)".
I dette vers giver Allah klart de troende muslimer tidspunkter for bøn:
Begyndende deklination af solen: Begyndelsen af tidspunktet for middagsbønnerne (zuhr & asr),
Nattens mørke: Begyndelsen af tidspunktet for aftenbønnerne (magrib & isha) og
Morgen recitationen: Som er tiden for morgenbønnen (fajr).
Ud fra dette vers er der 3 tidspunkter for de daglige bønner:
1. morgen (fajr),
2. middag (dhuhr & asr) og
3. aften (magrib & isha).

I Koranen, vers 114 i kapitlet Hud  bekræftes dette:
Koranen Hud [11:114]
وَأَقِمِ الصَّلَاةَ طَرَفَيِ النَّهَارِ وَزُلَفًا مِّنَ اللَّيْلِ ۚ إِنَّ الْحَسَنَاتِ يُذْهِبْنَ السَّيِّئَاتِ ۚ ذَٰلِكَ ذِكْرَىٰ لِلذَّاكِرِينَ 
"Og hold bøn ved dagens to ender og i den nærmeste (del) af natten, thi de gode gerninger driver de onde på flugt. Dette er en formaning for dem, der vil tænke efter".
Det er igen opdelt i tre tidspunkter:
Første & Andet tidspunkt: morgenbønnen og middagsbønnerne, som er hver deres side af dagen,
Tredje tidspunkt: Nærmeste del af aftenen er aftensbønnerne.
Således nævner Koranen 3 tidspunkter de obligatoriske bønner skal holdes på.

### Bøntider i Hadith
I hadith-samlinger, kigges der på Profeten Muhammads sædvane og ud fra denne konkluderes der hvordan bønnen skal læses korrekt. Både i shia og sunni hadith-samlinger er der kilder der viser, at man kan kombinere bønnen, hvor sidstnævnte kun finder det tilladt i visse tilfælde. Shiamuslimer anerkender at man altid kan sammensætte deres middagsbønner og aftenbønnerne, så man læser bønnerne på tre tidspunkter. Det skal understreges at shiamuslimer ikke mener man 'skal' læse bønnerne kombineret, men det er tilladt. Dette har bl.a. rødder i følgende:
"Blandt andet pga. den specielle status at bøn (salat /namaz) er en gren af troen, beordrede profeten sine ledsagere til at fortage bønnen præcis som ham. Ud fra dette kan vi uddrage følgende:
- Hvis profeten foretog noget regulært alle gange han læste bønnen, vil dette blive obligatorisk at gøre. Eksempelvis at recitere sura Al-Hamd i de to første rakat.
- Hvis profeten aldrig foretog en bestemt ting under bønnen, vil denne handling blive forbudt. Eksempelvis at kombinere sidste middagsbøn (asr) med aftensbøn (magrib).
- Hvis profeten foretog nogle ting engang imellem, betyder det at denne handling er lovlig (jaez). Eksempelvis at vælge at bede derhjemme eller i en moské, eller at recitere lange eller korte sura efter sura Al-Hamd. Et andet eksempel er kombinationen af middagsbønnerne og aftenbønnerne – denne handling foretog profeten mange gange, frit og villig uden tvang eller nogle ekstra ordinære omstændigheder så som regn, rejse, hajj osv."

Profeten læste ikke alle sine middagsbønner og aftenbønner i kombination (i så fald ville det være obligatorisk at gøre dette) – men eftersom der er klare beviser for at han kombinerede bønnerne (uden ekstra ordinære omstændigheder) gør dette denne handling tilladt. Handlingen er altså sædvane (sunnah) af profeten Muhammad. Ligeledes at læse dem separat engang imellem er sunnah af profeten."

#### Sunni Hadith om kombinering af bønnen
Sahih Muslim:
- “Ibn Abbas beretter: Allahs budbringer (s) holdt middags- og eftermiddagsbønnen sammen, og solnedgang og isha-bønnen sammen uden at være i en tilstand af frygt eller rejse”. {1515}

- “Ibn Abbas beretter: Allahs budbringer (s) holdt middags- og eftermiddagsbønnen sammen, uden at være i en tilstand af frygt eller rejse. (Abu Zubair sagde: Jeg spurgte Sa’id [en beretter] hvorfor han gjorde dette. Han sagde: Jeg spurgte Ibn Abbas, som du havde spurgt mig; og han svarede at han [profeten Muhammad] ville have at ingen i hans ummah skulle føle [unødvendige] besværligheder.)” {1516}

- “Ibn Abbas beretter: Allahs budbringer (s) kombinerede middags- og eftermiddagsbønnen og aftensbønnen og isha sammen i Medina uden at være i en tilstand af rejse eller frygt for regn. Og i den samme hadith berettet af Waki (er ordene): Jeg sagde til Ibn Abbas: Hvad fik ham til at gøre dette? Han sagde: Så [profetens] ummah‘en ikke skulle føle unødvendige besværligheder”. Og i den hadith berettet af Mu’awiya (er ordene): Det var sagt til Ibn Abbas: Hvad var hans intention i dette? Han sagde at han ikke ønskede, at sin ummah føler unødvendige besværligheder.”{1520}

- “Ibn Abbas beretter: Allahs budbringer (s) holdt i Medina syv (rak’a) og otte (rak’a) [altså han kombinerede] middags- og eftermiddagsbønnen (otte rak’a) og aften- og isha-bønnen (syv rak’a).”{1522}[6]

Der findes et helt kapitel i Sahih Muslim under titlen Kombinering af bønnen under normale omstændigheder.
Sahih Muslim
- “Berettet af Ibn Abbas: Profeten bad otte rak’a for zuhr & asr og syv for maghrib & isha bønnen i Medina. Aiyub sagde, ‘Måske var dette regnfulde nætter’. Anas sagde, ‘Måske’”.[7]

- “Berettet af Ibn Abbas: Profeten bad syv rak’a sammen og otte rak’a sammen [altså magrib & isha sammen og zuhr & asr sammen]”. [8]